# Amvrosiivka
Amvrosiivka este un oraș în partea de est a Ucrainei, în regiunea Donețk.